# Gökçeyaka, Finike
Gökçeyaka là một xã thuộc huyện Finike, tỉnh Antalya, Thổ Nhĩ Kỳ. Dân số thời điểm năm 2011 là 119 người.